# Sheol (Naglfar)
Sheol è il terzo album in studio del gruppo musicale black metal svedese Naglfar, pubblicato nel 2003 dalla Century Media Records.

## Tracce
Testi e musiche di Naglfar.
1. I Am Vengeance – 5:16
2. Black God Aftermath – 6:28
3. Wrath of the Fallen – 4:52
4. Abysmal Descent – 6:56
5. Devoured by Naglfar – 4:32
6. Of Gorgons Spawned Through Witchcraft – 4:45
7. Unleash Hell – 3:31
8. Force of Pandemonium – 5:25
9. The Infernal Ceremony (instrumental) – 1:52

## Formazione
- Jens Rydén – tastiera, voce
- Andreas Nilsson – chitarra
- Morgan Hansson – chitarra
- Kristoffer Olivius – basso, voce
- Mattias Grahn - batteria
- Marcus Norman - chitarra, tastiere